# Paisjusz (Martyniuk)
Paisjusz (pełny tytuł: Jego Ekscelencja, Najprzewielebniejszy Paisjusz, Prawosławny Arcybiskup Przemyski i Gorlicki), imię świeckie Piotr Martyniuk (ur. 7 lipca 1969 w Szczecinku) – polski arcybiskup prawosławny, doktor nauk teologicznych.

## Życiorys
Śluby monastyczne złożył 6 kwietnia 1989 w monasterze św. Onufrego w Jabłecznej. 7 kwietnia 1989 przyjął święcenia diakońskie, a 22 kwietnia 1989 – kapłańskie. W 1992 ukończył seminarium duchowne w Jabłecznej, a w 1998 studia magisterskie na Wydziale Teologii Prawosławnej Uniwersytetu Preszowskiego w Preszowie na Słowacji. W 2001 obronił doktorat na tejże uczelni, na podstawie rozprawy pt. „Duszpasterstwo w listach apostoła Pawła”. W latach 1989–1990 pełnił funkcję referenta kancelarii  biskupa lubelskiego i chełmskiego Abla oraz niósł posługę kapłańską w parafiach prawosławnych w Tomaszowie Lubelskim i w Bończy. W latach 1992–1996 był dziekanem monasteru św. Onufrego w Jabłecznej i administratorem parafii prawosławnej w Sławatyczach, zaś później (w latach 1996–1999) namiestnikiem monasteru i proboszczem parafii przyklasztornej. W latach 1999–2001 był kapelanem monasteru Świętych Marty i Marii na Świętej Górze Grabarce. W latach 1999–2007 był pierwszym dyrektorem Prawosławnego Ośrodka Miłosierdzia „Eleos” Diecezji Warszawsko-Bielskiej. Nadzorował  z ramienia metropolity prace adaptacyjno-remontowe budynków Domów Opieki w Grabarce i Stanisławowie. Od 1 sierpnia 2001 do 1 września 2010 był prorektorem i wykładowcą teologii pasterskiej i duchowości w Prawosławnym Seminarium Duchownym w Warszawie. W latach 2003–2007 był proboszczem parafii św. Jana Klimaka w Warszawie na Woli.
Decyzją Świętego Soboru Biskupów Polskiego Autokefalicznego Kościoła Prawosławnego z 20 marca 2007 archimandryta Paisjusz został wybrany na biskupa piotrkowskiego, wikariusza diecezji łódzko-poznańskiej. Chirotonię biskupią przyjął 13 kwietnia 2007 w katedrze metropolitalnej św. Marii Magdaleny w Warszawie. Z ramienia Świętego Soboru Biskupów PAKP odpowiedzialny za Służbę Więzienną w RP. 10 marca 2009 został wikariuszem diecezji przemysko-nowosądeckiej, z tytułem biskupa gorlickiego. 14 stycznia 2013 Patriarcha Gruziński Eliasz II powołał biskupa Paisjusza na członka Rady Naukowej Prawosławnej Akademii Teologicznej w Tbilisi (Gruzja). Wielokrotnie reprezentował Polski Autokefaliczny Kościół Prawosławny podczas oficjalnych delegacji i konferencji w Ziemi Świętej, Gruzji, Grecji, Bułgarii, Rosji, Białorusi, Niemczech, Czechach, Słowacji i Ukrainie. Zgodnie z decyzją Świętego Soboru Biskupów PAKP z 17 listopada 2015, w związku z chorobą arcybiskupa Adama (Dubeca) powierzono biskupowi Paisjuszowi czasowe pełnienie obowiązków ordynariusza diecezji w oparciu o Statut Wewnętrzny PAKP. Z inicjatywy biskupa Paisjusza ustanowiono odznaczenie diecezjalne – Medal św. Maksyma Gorlickiego.
W 2016 biskup Paisjusz został członkiem delegacji Polskiego Autokefalicznego Kościoła Prawosławnego na Święty i Wielki Sobór Kościoła Prawosławnego. Po śmierci arcybiskupa Adama (Dubeca) wybrany na Soborze Biskupów PAKP (25 sierpnia 2016) ordynariuszem diecezji, której nazwę zmieniono na „przemysko-gorlicka”. Ingres odbył się 6 września 2016 w cerkwi katedralnej Świętej Trójcy w Gorlicach. 17 września 2016 w Tylawie, z inicjatywy biskupa Paisjusza, odbyły się centralne uroczystości liturgiczne z okazji Jubileuszu 90-lecia powrotu Łemków do Prawosławia. Od 22 marca 2017 współprzewodniczący Komisji Regulacyjnej ds. PAKP. 29 kwietnia  2017 w cerkwi Zaśnięcia NMP w Szczawnem, z błogosławieństwa Biskupa Paisjusza, odbyły się centralne diecezjalne liturgiczne obchody 70-lecia tragedii akcji „Wisła”. W latach 2011–2017 pełnił funkcję Sekretarza Świętego Soboru Biskupów PAKP.
9 października 2017 bp Paisjusz został podniesiony do godności arcybiskupa.

## Odznaczenia i wyróżnienia
Otrzymał następujące odznaczenia cerkiewne i świeckie:
- Order św. Marii Magdaleny II stopnia (PAKP) – 1997;
- Jubileuszowy medal św. Serafina z Sarowa (Patriarchat Moskiewski) – 2003;
- Order św. Marii Magdaleny II st. z ozdobami (PAKP) – 2006;
- Złoty krzyż św. Ap. Pawła – Metropolia Werii (Cerkiew Grecka) – 2008;
- Medal „Hetman Konaszewicz Sahajdaczny” za wkład w odrodzenie kozactwa zaporoskiego (Ukraina) – 2008;
- Order Świętych Cyryla i Metodego I st. (Cerkiew Czeskich Ziem i Słowacji) – 2009;
- Odznaka Krzyż św. Mikołaja Cudotwórcy za zasługi dla prawosławnego duszpasterstwa więziennego – 2009;
- Medal Świętych Cyryla i Metodego II stopnia Użhorodzkiej Akademii Teologicznej (Ukraińska Cerkiew Prawosławna) – 2011;
- Medal św. Aleksego Karpatoruskiego I stopnia (Diecezja Chustska Ukraińskiej Cerkwi Prawosławnej) – 2011;
- Medal św. Bazylego Wielkiego III st. Prawosławnej Cerkwi Mołdawii – 2013;
- Złota odznaka „Za zasługi w pracy penitencjarnej” – Minister Sprawiedliwości RP – 2013;
- Order św. Włodzimierza Wielkiego III st. – Ukraińska Cerkiew Prawosławna  – 2013;
- Jubileuszowy medal Marszałka Józefa Piłsudskiego Okręgowego Inspektoratu Więziennictwa w Krakowie – 2014;
- Srebrny Krzyż Zasługi – Prezydent RP – 2014[8];
- Order św. Równej Apostołom Marii Magdaleny II st. z ozdobami (PAKP) – 2014;
- Order św. Włodzimierza Wielkiego I st. – Ukraińska Cerkiew Prawosławna – 2014;
- Medal Jubileuszowy 100-lecia procesu Maramuresz–Sighedskiego – Diecezja Chustska i Winohradowska Ukraińskiej Cerkwi Prawosławnej  – 2014;
- Złoty Krzyż Zasługi Związku Weteranów i Rezerwistów Wojska Polskiego – 2015;
- Order św. Gorazda II stopnia (Cerkiew Czeskich Ziem i Słowacji) – 2017[9];
- „Dłonie Miłosierdzia 2017” – nagroda Organizacji charytatywnych PAKP;
- Złoty Krzyż Zasługi – Prezydent RP – 2017[10][11];
- Brązowy Medal za Zasługi dla Pożarnictwa – 2018 – Związek OSP RP[12].
- Odznaka 100 lecia Więziennictwa RP – Dyrektor Generalny SW – 2019
- Order Św. Rościsława II st. (Cerkiew Czeskich Ziem i Słowacji) – 2019
- Odznaka XXV-lecia odrodzenia kapelaństwa więziennego w Białorusi – 2019
- Medal Św. Miny Połockiego – Diecezja Połocka Egzarchatu Białoruskiego – 2019
- Order II stopnia „Budowniczy świątyń” – Soboru Wszystkich Świętych w Mińsku – 2019
- Medal Św. Wacława (Wiaczesława) księcia Czeskiego – Diecezja Pragi Cerkwi Ziem Czeskich i Słowacji – 2019
- Złoty Order Świętych Braci Sołuńskich – Bractwo Św. Św. Cyryla i Metodego – 2020[13]
- Statuetka Grzegorza z Sanoka – Burmistrz Miasta Sanok – 2020[13]